# Seiko・Town
『SEIKO・TOWN』（セイコ・タウン）は、松田聖子の5作目のベスト・アルバム。1984年11月1日発売。発売元はCBS・ソニー。

## 解説
シングル『ハートのイアリング』と同日リリースされた、ベスト・セレクション。LP盤のみ2つ折りポートレート封入の20万枚完全生産限定盤で発売された。1983年と1984年に発表された楽曲からチョイスされた。
松田自身が作曲をした「とんがり屋根の花屋さん」が、唯一の新曲として収録された。
2000年7月5日発売の歌手デビュー20周年記念商品CD BOX『SEIKO SUITE』のDisc 7（レア・ソング集）に、デジタル・リマスタリングされて音質が向上した「とんがり屋根の花屋さん」が収録された。
2006年7月19日に発売された、74枚組CD BOX『Seiko Matsuda』に、デジタル・リマスタリング仕様、かつLPサイズジャケットにリニューアルされて同梱された。リマスター盤の個別販売はない。

## 収録曲
全作詞：松本隆
1. ピンクのモーツァルト　（3:57）
  - 作曲：細野晴臣／編曲：細野晴臣・松任谷正隆
2. 蒼いフォトグラフ　（3:55）
  - 作曲：呉田軽穂／編曲：松任谷正隆

TBS系ドラマ『青が散る』主題歌
3. 瞳はダイアモンド　（4:16）
  - 作曲：呉田軽穂／編曲：松任谷正隆
4. Canary　（4:32）
  - 作曲：SEIKO／編曲：大村雅朗

アルバム『Canary』（1983年12月10日）収録
5. 夏服のイヴ　（4:44）
  - 作曲：日野皓正／編曲：笹路正徳

東宝映画『夏服のイヴ』主題歌
6. とんがり屋根の花屋さん　（3:39）
  - 作曲：SEIKO／編曲：大村雅朗
7. セイシェルの夕陽　（4:17）
  - 作曲・編曲：大村雅朗

アルバム『ユートピア』（1983年6月1日）収録
8. Rock'n Rouge　（4:14）
  - 作曲：呉田軽穂／編曲：松任谷正隆

第35回NHK紅白歌合戦 歌唱曲
カネボウ化粧品 '84春のキャンペーンソング
9. 硝子のプリズム　（3:34）
  - 作曲：細野晴臣／編曲：細野晴臣・松任谷正隆

シングル「ピンクのモーツァルト」（1984年8月1日）B面
10. 時間の国のアリス　（4:43）
  - 作曲：呉田軽穂／編曲：大村雅朗

B面は「夏服のイヴ」。同名タイトルの主演映画が公開されたタイミングでシングル盤のジャケットを一新し両A面扱いとなったが、現在ディスコグラフィでは「時間の国のアリス」の単独表記でほぼ統一されている。
11. 赤い靴のバレリーナ　（4:17）
  - 作曲：甲斐祥弘／編曲：瀬尾一三

アルバム『ユートピア』収録
12. SWEET MEMORIES　（4:38）
  - 作曲・編曲：大村雅朗

第50回NHK紅白歌合戦 歌唱曲
サントリーのコマーシャルソング（2000年代には、工藤静香が歌ってダイハツ工業「タント」のCMソングにも起用）。

## 関連作品
- 聖子・fragrance - タイトルが「セイコ」からはじまるベストの第1弾。1980年・1981年の楽曲から選曲されている。
- Seiko・index - シングルA面コレクション・アンド・モア。1980年から1982年1月までの楽曲から選曲されている。
- Seiko・plaza - 「裸足の季節」から「ガラスの林檎／SWEET MEMORIES」までのシングルコレクション。新曲も収録。
- Touch Me, Seiko - シングルB面曲セレクション。両A面扱いの楽曲も収録されている。
- Seiko・Avenue - クリスマス・アルバムや出演映画のサントラ盤収録の楽曲を集めたレア・トラック・コレクション。
- Seiko-Train - 松任谷由実（呉田軽穂）提供の楽曲のみを収録。LP盤とCD盤で選曲が異なる。
- Seiko Box - シングル・アルバムを全60曲収録した4枚組大全集。
- Seiko Monument - 「裸足の季節」から「Marrakech」まで、シングルA面コレクションCD2枚にエキストラ・ディスクが付いた計3枚組。